# NGC 2540
NGC 2540 је спирална галаксија у сазвежђу Рак која се налази на NGC листи објеката дубоког неба.
Деклинација објекта је + 26° 21' 41" а ректасцензија 8h 12m 46,5s. Привидна величина (магнитуда) објекта NGC 2540 износи 13,7 а фотографска магнитуда 14,4. NGC 2540 је још познат и под ознакама UGC 4275, MCG 5-20-4, CGCG 149-4, KUG 0809+265, IRAS 08097+2630, PGC 23017.